# Toninho do PT
Antônio da Costa Santos (São Paulo, 4 de março de 1952 - Campinas, 10 de setembro de 2001), mais conhecido como Toninho do PT, foi arquiteto, professor universitário e político brasileiro, tradicional filiado do Partido dos Trabalhadores, exercia o cargo de prefeito de Campinas quando foi assassinado a tiros na mesma cidade em 10 de setembro de 2001.

## Casa Grande e Tulha
Em 1978, Antônio da Costa Santos adquiriu o lote que continha o conjunto arquitetônico e histórico conhecido como Casa Grande e Tulha, vindo a restaurá-lo e a residir nela, utilizando-a como fonte de pesquisa para estudar a evolução urbana da cidade. A propriedade veio a ser tombada em nível nacional pelo IPHAN em 2011.

## Assassinato

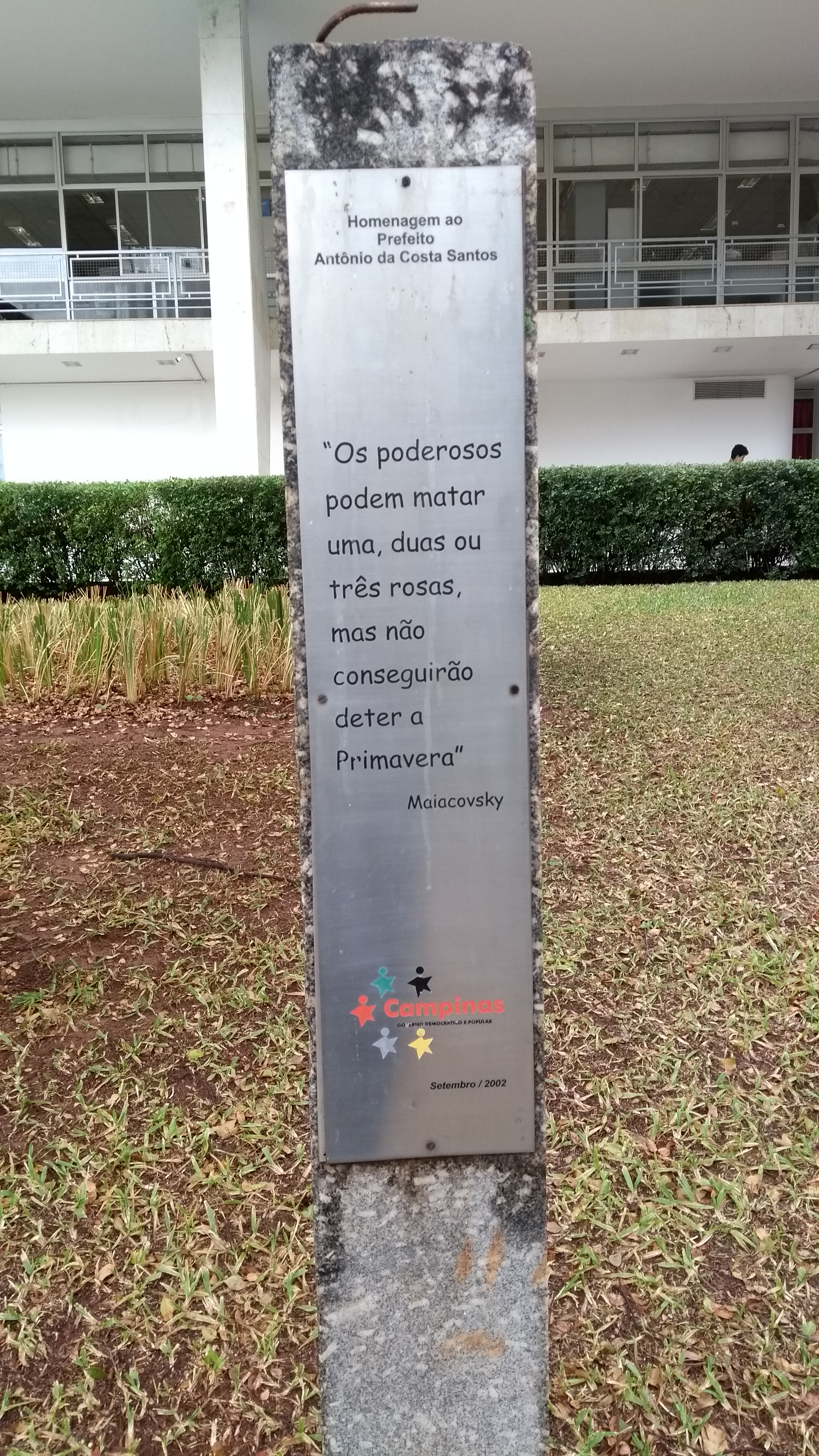
Homenagem localizada no Palácio dos Jequitibás

Quando foi assassinado, Toninho exercia o cargo de prefeito de Campinas havia apenas oito meses e dez dias. Porém, sua atuação contra a corrupção na política campineira vinha de longa data, principalmente no setor de obras urbanas. Nesse tempo que esteve a frente da prefeitura reduziu em até 40% os valores pagos em contratos com empresas de serviços de merenda escolar, limpeza urbana e segurança urbana. 
Um inquérito policial concluiu que o prefeito, durante uma viagem que fazia de automóvel, foi assassinado por "atrapalhar o trânsito" de  um bando de criminosos que queria ultrapassar o seu veículo. Foram efetuados três disparos na direção do prefeito. A última das três balas atingiu Toninho na artéria aorta, matando-o instantaneamente, por volta das 22h20. Minutos antes, ele passara em uma loja do Shopping Iguatemi para retirar ternos que havia comprado.
A família de Toninho não aceitou o resultado do inquérito policial, que tinha inúmeras fragilidades, e pediu novas investigações. Os familiares do prefeito morto e grande parte da população de Campinas acreditam que o crime teve motivação política,  A cobertura de sua morte foi quase completamente ofuscada pelos ataques de 11 de setembro de 2001 aos Estados Unidos, ocorridos na manhã seguinte ao dia da sua morte. Em 2011, nas celebrações que marcaram 10 anos de seu assassinato, a antiga Estação Ferroviária de Campinas recebeu o nome de Estação Cultura Prefeito Antônio da Costa Santos.Além disso, foi criado o Centro Acadêmico do curso de Administração Pública da Faculdade de Ciências Aplicadas da Universidade Estadual de Campinas (Unicamp) em 2013, onde o nome escolhido fora "Centro Acadêmico Antônio da Costa Santos" (sigla CAACS).

## Desempenho Eleitoral
| Ano  | Eleição               | Cargo         | Partido                     | Partido | Coligação                     | Titular/ Vice             | Votos para Toninho | Votos para Toninho | Votos para Toninho | Votos para Toninho | Resultado | Ref |
| Ano  | Eleição               | Cargo         | Partido                     | Partido | Coligação                     | Titular/ Vice             | T.                 | Total              | %                  | P.                 | Resultado | Ref |
| ---- | --------------------- | ------------- | --------------------------- | ------- | ----------------------------- | ------------------------- | ------------------ | ------------------ | ------------------ | ------------------ | --------- | --- |
| 1988 | Municipal de Campinas | Vice-prefeito |                             | PT      | Partido Isolado               | Titular: Jacó Bittar (PT) | 1°                 | 135.588            | 38,29%             | 1°                 | Eleito    |     |
| 1996 | Municipal de Campinas | Prefeito      | PT, PCdoB                   | PT      | Vice: Durval de Carvalho (PT) | 1°                        | 67.694             | 15,75%             | 3°                 | Não Eleito         | [ 10 ]    |     |
| 2000 | Municipal de Campinas | Prefeito      | Coragem de Mudar (PT, PSTU) | PT      | Vice: Izalene Tiene (PT)      | 1°                        | 188.417            | 39,22%             | 1°                 | Segundo Turno      | [ 11 ]    |     |
| 2000 | Municipal de Campinas | Prefeito      | Coragem de Mudar (PT, PSTU) | PT      | Vice: Izalene Tiene (PT)      | 2°                        | 290.132            | 59,79%             | 1°                 | Eleito             | [ 12 ]    |     |